# Kadrina
Kadrina (deutsch Sankt Katharinen) ist eine Landgemeinde im Westen des Kreises Lääne-Viru in Estland und wurde 1988 in der heutigen Form gegründet.
Sie hat 4.662 Einwohner (Stand: 1. Januar 2025). Die Gemeinde macht 10 % der Gesamtfläche des Kreises Lääne-Viru aus. Ihre nördliche Grenze ist gleichzeitig die südliche Grenze des Lahemaa Nationalparks.

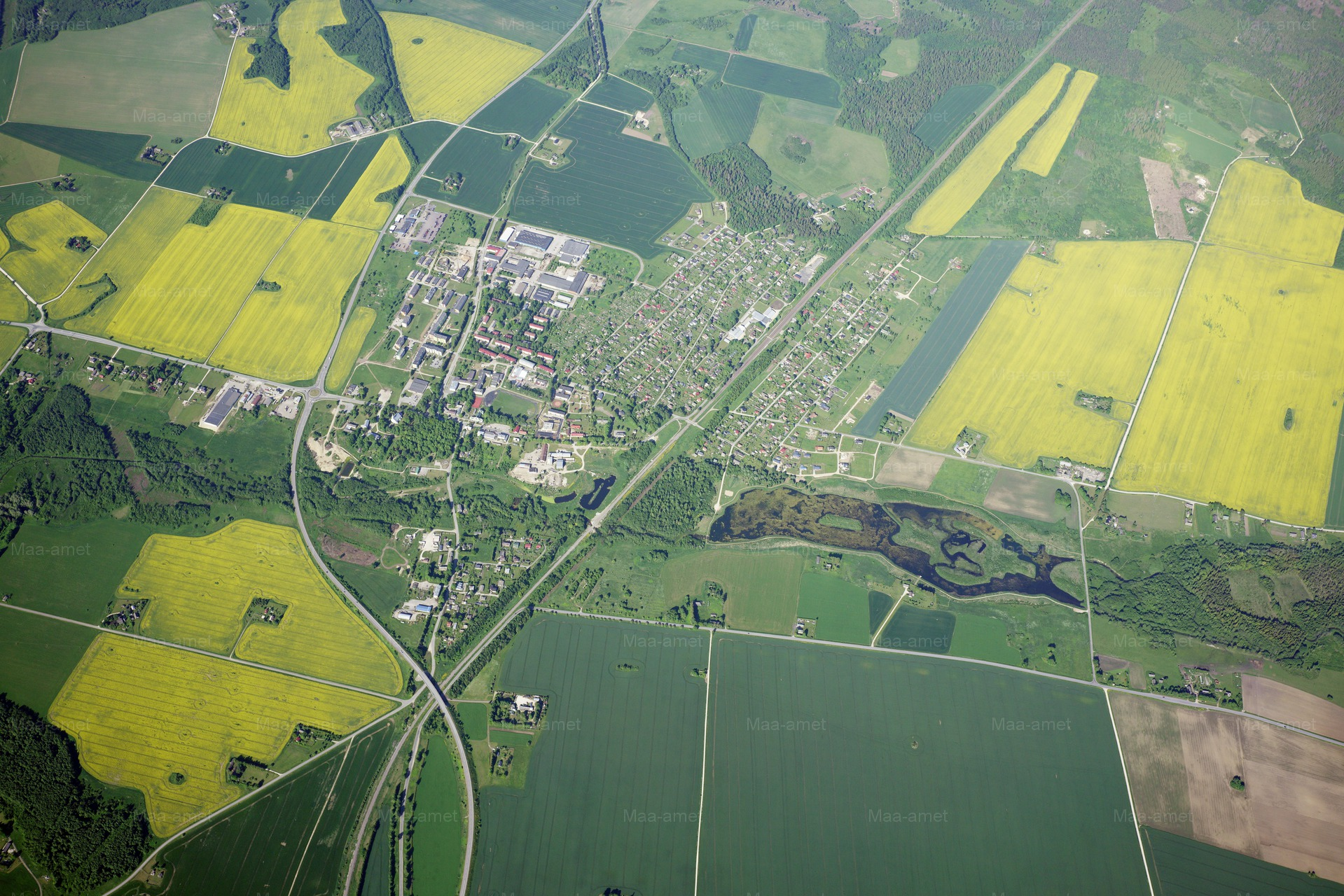
Luftbild von Kadrina

## Geschichte
Das Gebiet der Gemeinde Kadrina wurde wahrscheinlich zwischen dem 5. und 8. Jahrhundert zuerst besiedelt und gehörte zum historischen Gebiet Repeli.
Der Deutsche Orden eroberte das Gebiet 1219. Ein Jahr später, 1220, gründeten die Dänen die Kirchgemeinde Torvestavere, später Tristfer genannt. Die heutige Kirche wird auf das 15. Jahrhundert datiert. Die Heilige Katharina wurde die Patronin der Kirchgemeinde, woher sich auch der Name Kadrina ableitet.
Die Fertigstellung der Eisenbahnstrecke Tallinn-Sankt Petersburg 1870 gab einen entscheidenden Impuls zur Entwicklung der Gemeinde. In diesem Jahr wurde der hölzerne Bahnhof erbaut. Kadrina war neben Tapa eine wichtige Station an der Strecke.
1902 wurde die örtliche Schule für die Gemeinde gegründet sowie 1907 die Kadrina Society of Education.
Das Denkmal auf Feldsteinen zum Gedenken an die Gefallenen aus Kadrina im Ersten Weltkrieg und im estnischen Unabhängigkeitskrieg wurde 1926 vor der Kirche errichtet.

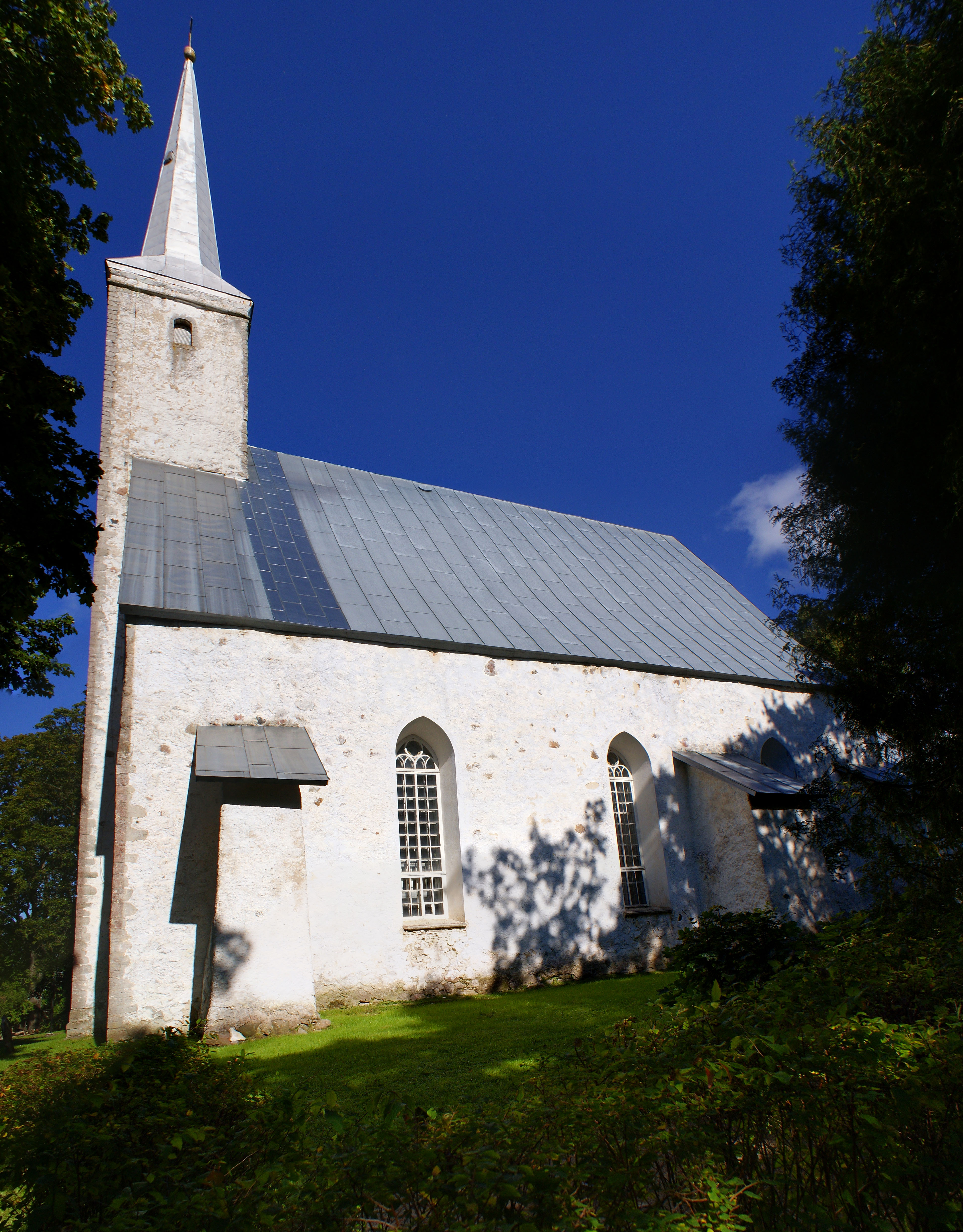
Katharinenkirche in Kadrina
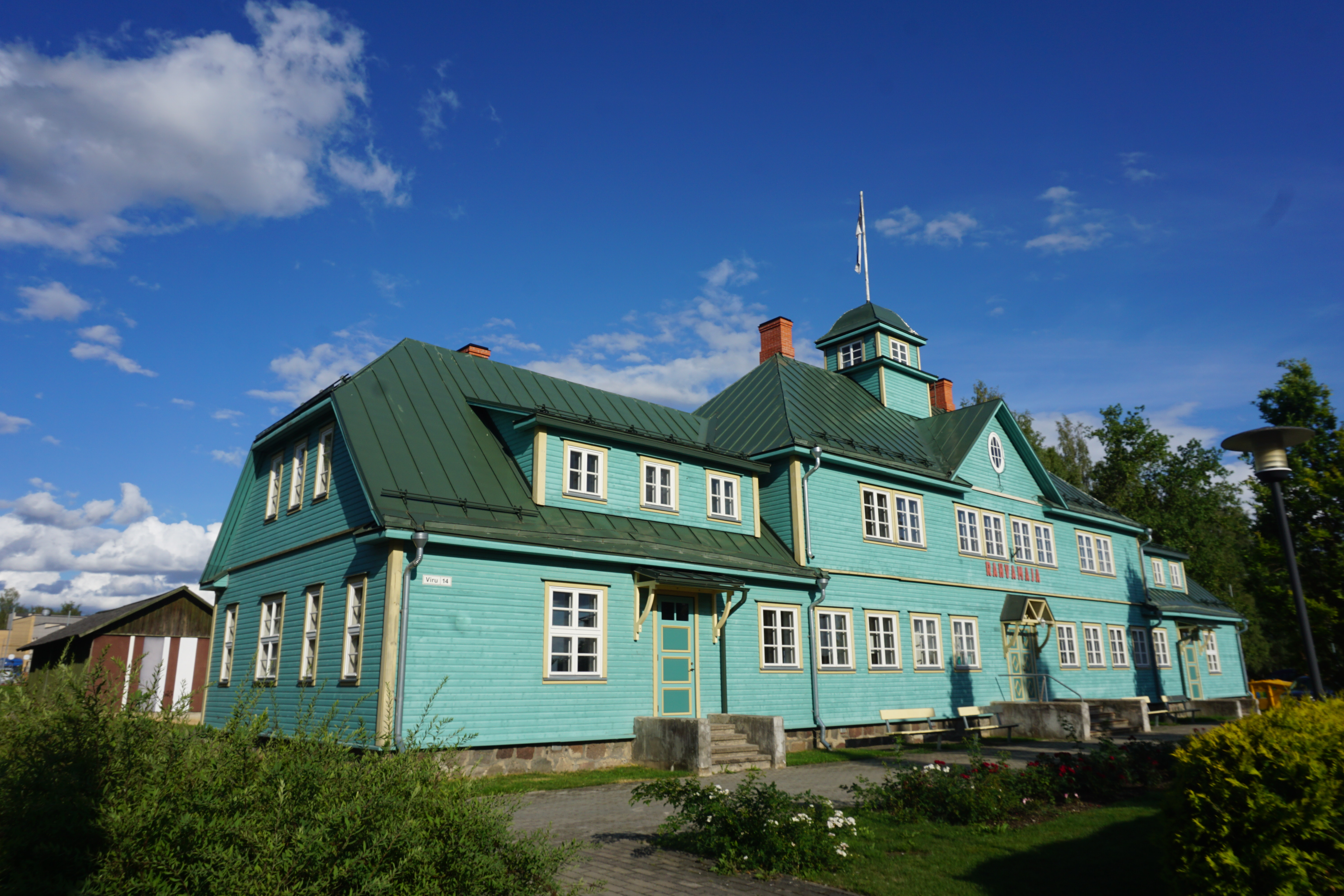
Gemeindezentrum von Kadrina
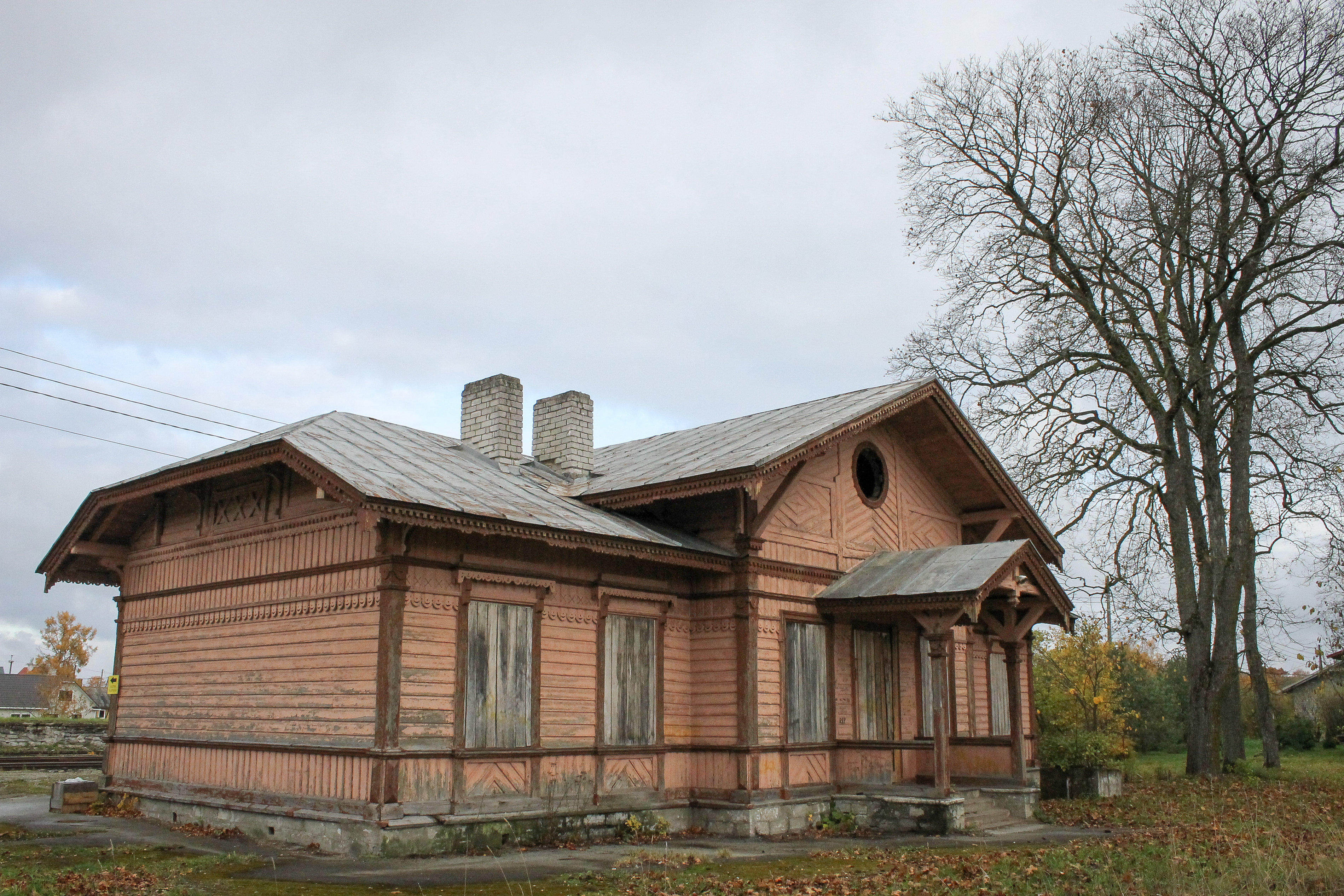
Historischer Bahnhof von Kadrina
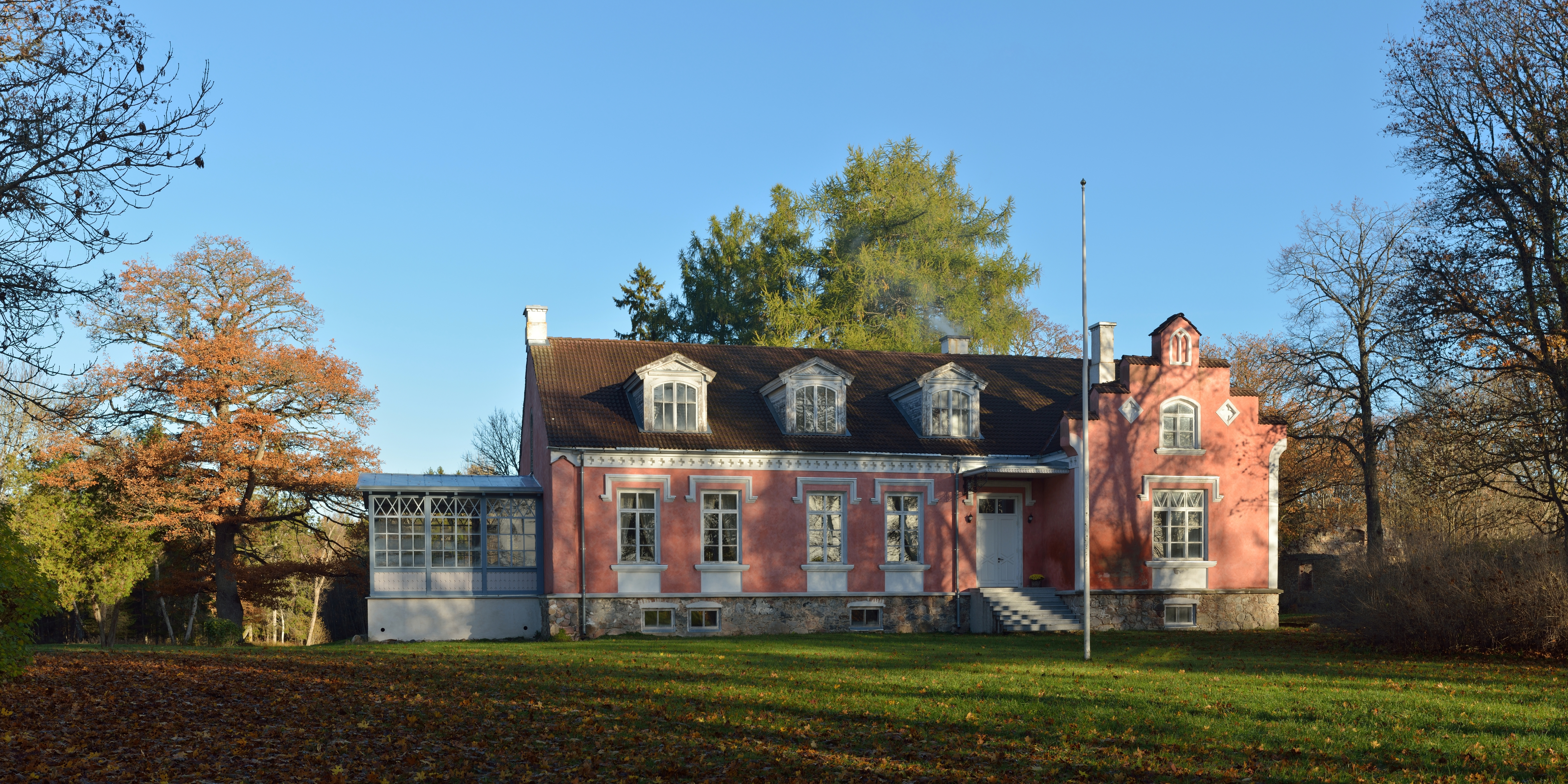
Hauptgebäude des Gutes Heinrichshof in Kolu
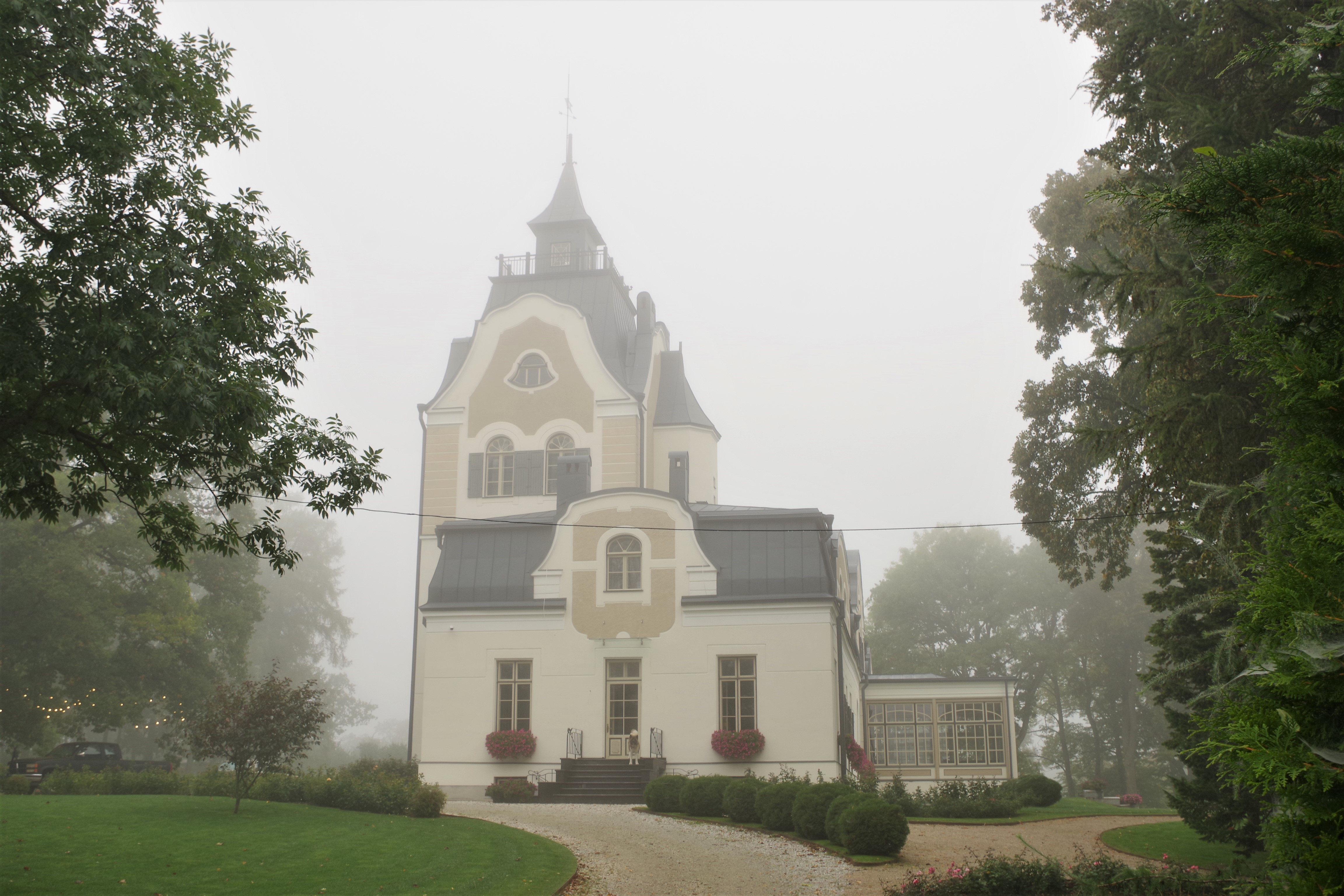
Herrenhaus Buxhöwden in Neeruti
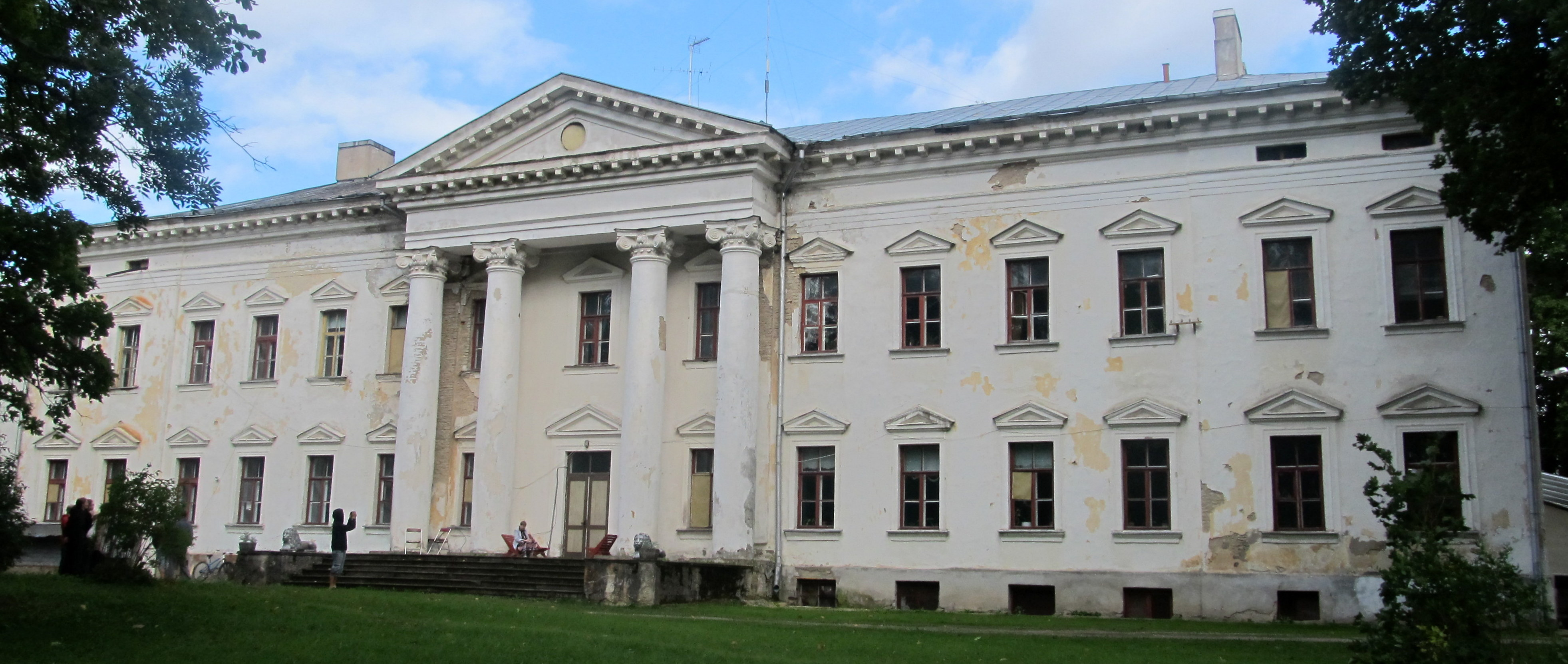
Hauptgebäude des Gutes Uddrich in Udriku
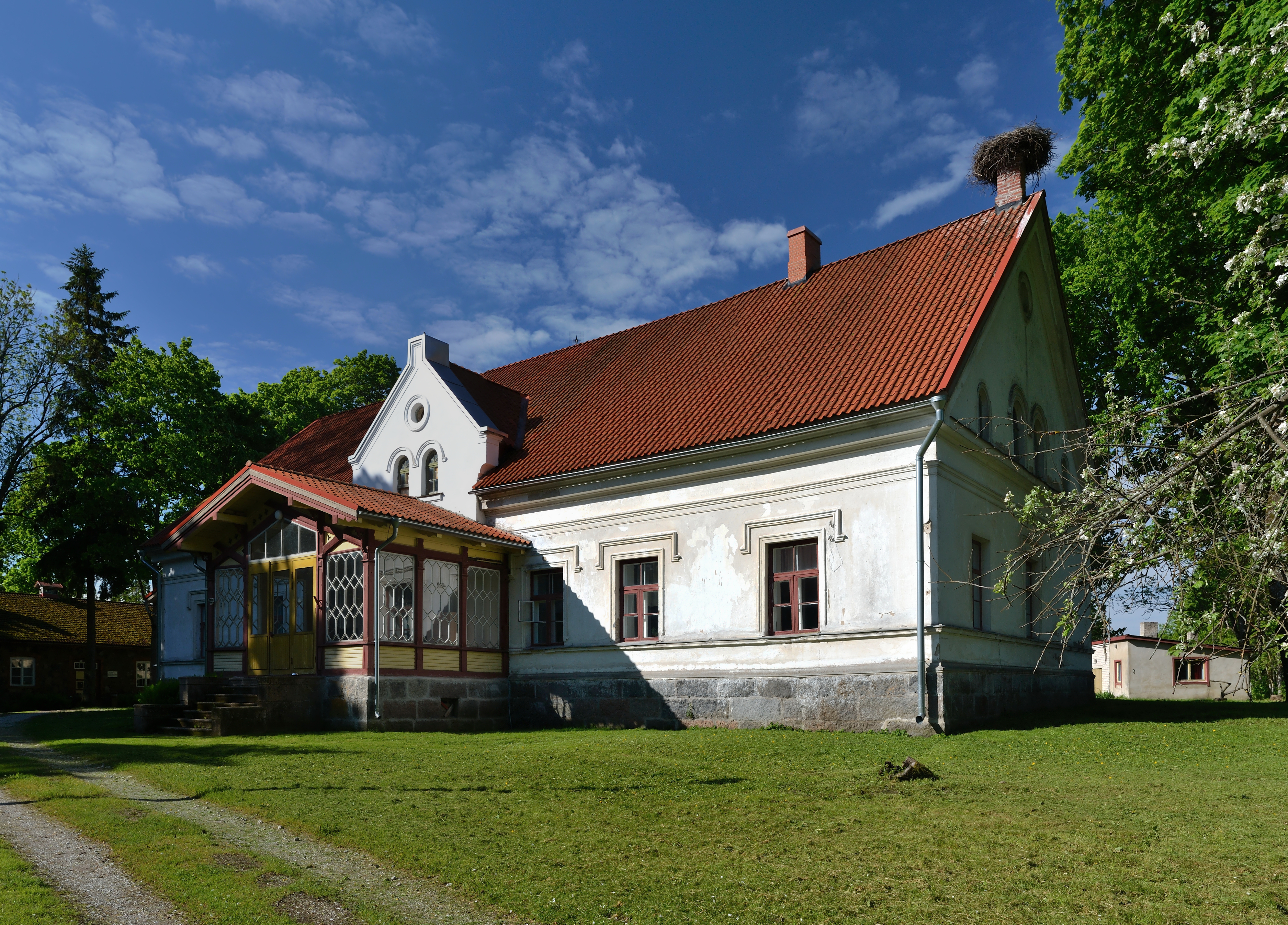
Hauptgebäude des Gutes Undel in Undla
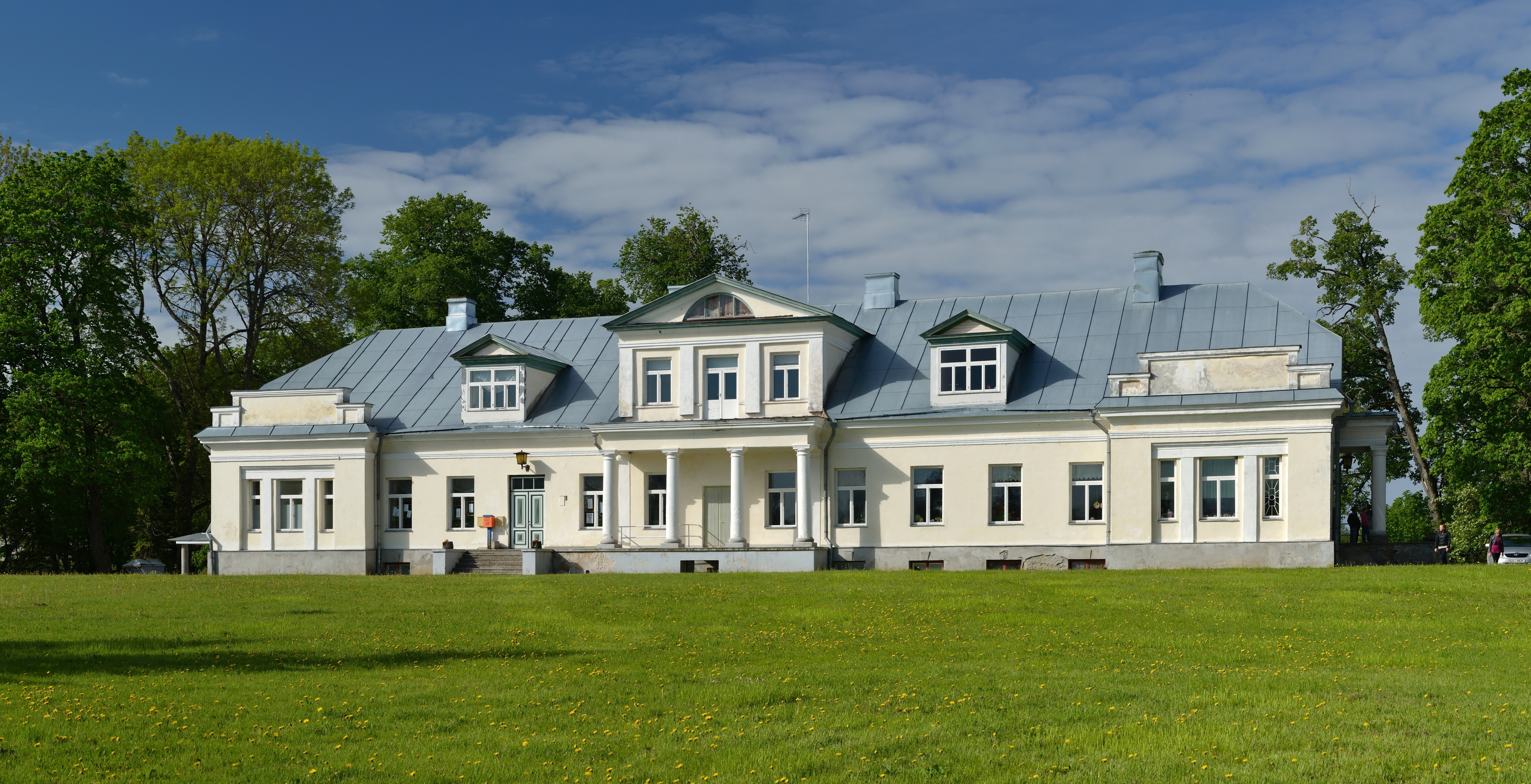
Herrenhaus Fonal in Vohnja

## Gliederung
Neben dem Hauptort Kadrina (ca. 2600 Einwohner) gehören zur Gemeinde die Dörfer Ama, Arbavere, Härjadi, Hõbeda, Hulja, Jõepere, Jõetaguse, Jürimõisa, Kadapiku, Kallukse, Kihlevere, Kiku, Kolu, Kõrveküla, Lante, Leikude, Loobu, Läsna, Mõndavere, Mäo, Neeruti (Buxhoewden), Ohepalu, Orutaguse, Pariisi, Põima, Ridaküla, Rõmeda, Salda, Saukse, Sootaguse, Tirbiku, Tokolopi, Udriku (Uddrich), Uku, Undla, Vaiatu, Vandu, Viitna, Vohnja, Võduvere und Võipere.

## Geografie
Eine interessante Landschaftsform in der Gemeinde Kadrina sind die Grate, die die letzte Eiszeit hinterlassen hat. Im Neeruti Landschaftsschutzgebiet stehen die Grate in 2er- oder 3er-Reihen nebeneinander, weshalb sie auch die Furchen des Kalevipoeg, dem estnischen Nationalhelden, genannt werden. Ähnliche Strukturen kann man auch bei Kallukse, Vohnja und Vatku sehen.
Der Fluss Loobu durchfließt die Gemeinde 50 km von Süd-Ost nach Nord-West. Er entspringt an den Jõepere und Pundi Quellen und ist zum Kanufahren geeignet. Die Flussufer sind meist sumpfig und mit Gestrüpp bewachsen.
Die Flüsse Loobu und Läsna, aber auch Udriku und Vaiatu sind Laichplätze für Lachse.
Die Gemeinde Kadrina liegt teilweise im Gebiet des Nationalen Wasserschutzgebiets Pandivere und mehr als ein Fünftel des Lahemaa Nationalparks liegt auf dem Gemeindegebiet.

## Gemeindepartnerschaften
- seit 26. November 1989 mit Janakkala/Finnland
- seit 4. Mai 1996 mit Mora/Schweden
- seit 24. Januar 1996 mit Trøgstad/Norwegen

## Verkehr
Die Gemeinde wird von den folgenden Straßen durchzogen:
- Põhimaantee 1 Tallinn-Narva (Europastraße E20)
- Põhimaantee 5 Pärnu-Sõmeru
- Tugimaantee 24 Loobu-Tapa

und von der
- Bahnstrecke Tallinn–Narva

## Sonstiges
Friedrich Reinhold Kreutzwald wurde in der Gemeinde Kadrina geboren.
Einige Pfarrer der Kirche von Kadrina wie Heinrich Stahl (1633–1638), Reiner Brocmann (1639–1647), Joachim Gottlieb Schwabe (1754–1800) und Arnold Friedrich Johann Knüpffer (1800–1843) haben beträchtlich zur Entwicklung der estnischen Literatur beigetragen. Zur Erinnerung daran wurde 1994 das Denkmal der Estnischen Sprache errichtet.